# 加里·安德森 (游泳运动员)
加里·安德森（英語：Gary Anderson，1969年4月7日—），加拿大男子游泳运动员。他曾代表加拿大参加1990年和1994年英联邦运动会游泳比赛，获得二枚金牌和一枚银牌。他也曾参加1988年和1992年夏季奥运会。